# Antsohihy (stad)
Antsohihy is een stad in Madagaskar, gelegen in de regio Sofia. De stad telt 19.878 inwoners (2005).

## Geschiedenis
Tot 1 oktober 2009 lag Antsohihy in de provincie Mahajanga. Deze werd echter opgeheven en vervangen door de regio Sofia. Tijdens deze wijziging werden alle autonome provincies opgeheven en vervangen door de in totaal 22 regio's van Madagaskar.